# (18601) Zafar
(18601) Zafar (1998 BL11) – planetoida z grupy pasa głównego asteroid okrążająca Słońce w ciągu 3,74 lat w średniej odległości 2,41 j.a. Odkryta 23 stycznia 1998 roku.